# العلاقات السعودية المكسيكية
تشير العلاقات السعودية المكسيكية إلى العلاقات الدبلوماسية بين السعودية والمكسيك. كلا الدولتين أعضاء في مجموعة العشرين ومنطمة الأمم المتحدة.

## التاريخ
أقامت المكسيك والمملكة العربية السعودية العلاقات الدبلوماسية بينهما في 12 سبتمبر 1952. في 31 يوليو 1975، قام الرئيس المكسيكي لويس إيشفيريا بزيارة إلى المملكة العربية السعودية استمرت خمسة أيام والتقى بالملك خالد بن عبد العزيز آل سعود في جدة. كما ناقش الزعيمان الأحداث الجارية في الشرق الأوسط في ذلك الوقت.
في أكتوبر 1981، زار ولي العهد السعودي الأمير فهد بن عبد العزيز آل سعود المكسيك لحضور قمة الشمال والجنوب والتقى بالرئيس المكسيكي خوسيه لوبيز بورتيلو. في عام 1981، فتحت الدولتان سفارات في عاصمة كل منهما، على التوالي. في يونيو 2010، قامت وزيرة الخارجية المكسيكية باتريشيا إسبينوزا كانتيلانو بزيارة إلى المملكة العربية السعودية. في مارس 2014، قام وزير الخارجية المكسيكي خوسيه أنطونيو ميد بزيارة المملكة العربية السعودية.
في يناير 2016، قام الرئيس المكسيكي إنريكي بينيا نييتو بزيارة رسمية إلى المملكة العربية السعودية. خلال زيارته، التقى الرئيس بنيا نييتو بالملك سلمان بن عبد العزيز آل سعود ووقعا معا 11 اتفاقية ثنائية للتعاون في مجالات في مكافحة الجريمة المنظمة؛ التهرب الضريبي وإلغاء الازدواج الضريبي؛ الطاقة؛ التجارة، وكذلك حول حماية الاستثمارات والاتفاقيات الثقافية والرياضية. كما منح الرئيس بينيا نييتو وسام نسر الأزتك للملك سلمان. في ديسمبر 2018، حضر وزير الدولة السعودي منصور بن متعب آل سعود حفل تنصيب الرئيس المكسيكي أندريس مانويل لوبيز أوبرادور.

## زيارات رفيعة المستوى
زيارات رفيعة المستوى من المكسيك إلى المملكة العربية السعودية
- الرئيس لويس إيشفيريا (1975)
- وزيرة الخارجية باتريشيا إسبينوسا كانتيلانو (2010)
- وكيل وزارة الخارجية لورديس أراندا (2011)
- وزير الخارجية خوسيه أنطونيو ميد (2014)
- وكيل وزارة الخارجية كارلوس دي إيكازا (2014 و2015)
- الرئيس انريكي بينيا نييتو (2016)

زيارات رفيعة المستوى من المملكة العربية السعودية إلى المكسيك
- ولي العهد فهد بن عبد العزيز آل سعود (1981)
- وزير الدولة منصور بن متعب آل سعود (2018)

## الاتفاقات الثنائية
وقعت الدولتان العديد من الاتفاقيات الثنائية مثل مذكرة تفاهم للتعاون بين المؤسسات الدبلوماسية (2009)؛ مذكرة تفاهم لإقامة مشاورات سياسية بشأن القضايا ذات الاهتمام المشترك (2014)؛ اتفاق بشأن تجنب الازدواج الضريبي (2016)؛ اتفاق التعاون بين البلدين في مجال التنمية والمصارف (2016)؛ اتفاقية الخدمات الجوية (2016)؛ اتفاق التعاون السياحي (2016)؛ مذكرة تفاهم وتعاون في قطاعي النفط والغاز (2016)؛ مذكرة تفاهم بين بيميكس وأرامكو السعودية (2016) واتفاقية تعاون لمكافحة الجريمة المنظمة (2017).

## العلاقات التجارية
في عام 2018، بلغت التبادلات التجارية الثنائية بين البلدين 352 مليون دولار أمريكي. المملكة العربية السعودية هي أكبر شريك تجاري للمكسيك بين الدول العربية وال41 على مستوى العالم. تشمل صادرات المكسيك الرئيسية إلى المملكة : الأسلاك النحاسية، سبائك الألومنيوم والعسل. تشمل الصادرات السعودية الرئيسية إلى المكسيك : الغاز وغاز البروبان. شركة كيدزانيا المكسيكية متعددة الجنسيات تعمل في المملكة العربية السعودية.

## البعثات الدبلوماسية المقيمة
- المكسيك لديها سفارة في الرياض.[12]
- المملكة العربية السعودية لديها سفارة في مكسيكو سيتي.[13]

## مقارنة بين البلدين
هذه مقارنة عامة ومرجعية للدولتين:
| وجه المقارنة                                              | السعودية        | المكسيك                                                                               |
| --------------------------------------------------------- | --------------- | ------------------------------------------------------------------------------------- |
| المساحة (كم2)                                             | 2.25 مليون      | 1.97 مليون                                                                            |
| عدد السكان (نسمة)                                         | 33.00 مليون     | 130.53 مليون                                                                          |
| الكثافة السكانية (ن./كم²)                                 | 14.67           | 66.26                                                                                 |
| العاصمة                                                   | الرياض، الدرعية | مدينة مكسيكو                                                                          |
| اللغة الرسمية                                             | اللغة العربية   | اللغة الإسبانية                                                                       |
| العملة                                                    | ريال سعودي      | بيزو مكسيكي                                                                           |
| الناتج المحلي الإجمالي (بليون دولار)                      | 769,878 مليار   | 1.15 تريليون                                                                          |
| الناتج المحلي الإجمالي (تعادل القوة الشرائية) بليون دولار | 1,796,205 مليون | 2.16 تريليون                                                                          |
| الناتج المحلي الإجمالي الاسمي للفرد دولار أمريكي          | 20.139 ألف      | 9.01 ألف                                                                              |
| الناتج المحلي الإجمالي للفرد دولار أمريكي                 | 31,245 ألف      | 17.32 ألف                                                                             |
| مؤشر التنمية البشرية                                      | 0.837           | 0.756                                                                                 |
| رمز المكالمات الدولي                                      | +966            | +52                                                                                   |
| رمز الإنترنت                                              | .sa             | .mx                                                                                   |
| المنطقة الزمنية                                           | ت ع م+03:00     | منطقة زمنية وسطى، المنطقة الزمنية الجبلية، زمن منطقة المحيط الهادئ، منطقة زمنية شرقية |